# شموئیل یرحینا
شموئیل یرحینا (انگلیسی: Samuel of Nehardea; ۱ ژانویهٔ ۰۱۶۵ – ۱ ژانویهٔ ۰۲۵۷)، یکی از آمورائیمهای یهودی بابلی بوده‌اند که در تأسیس مراکز تحقیقات یهودی در بابل نقش بسزایی داشته‌اند.